# Musik-Palindrome
Jeder Krebskanon oder Spiegelkanon ist ein musikalisches Palindrom.
Es existieren hunderte von Palindromen, u. a. von Wolfgang Amadeus Mozart (z. B. Spiegelkanon in G-Dur) und von Johann Sebastian Bach (Canon a 2 aus dem Musikalischen Opfer).
In der Sinfonie Nr. 47 von Joseph Haydn gibt es ein Menuett al roverso, dessen zweiter Teil sowie das Trio nicht ausnotiert sind, die Musik ergibt sich hier durch den Zusatz al roverso: Die zweite Hälfte entsteht durch das Rückwärtsspielen der ersten. Haydn hat dieses Menuett noch einmal in seiner Klaviersonate Nr. 26 A-Dur verwendet, von der auch eine Transkription für Violine und Klavier durch Charles Burney existiert.
Paul Wetzger komponierte als Opus 32 Zwei musikalische Scherze:
- Avant et Retour, Vor- und Rückwärts, Forwards and Backwards No. 1, Tempo di Valse, G-Dur
- Avant et Retour No. 2, Tempo di Polka, G-Dur

Ludwig Schlesinger aus London komponierte am 26. Dezember 1832 in Wien das Scherzo für Klavier, Presto, A-Dur, das gleich klingt, wenn man das Notenblatt auf den Kopf stellt.
Paul Hindemiths 1927 komponierter ca. 15 Minuten langer Opern-Sketch Hin und zurück op. 45a besitzt eine Handlung, die zuerst vorwärts, danach rückwärts gespielt wird. Das exakte Zurückdrehen der Zeit wird dargestellt durch die Umkehr der Textreihenfolge.
Besonders die Musik Anton Weberns jedoch ist reich an Palindromen, etwa seine Sinfonie op. 21.
1982 komponierte Robert Simpson sein Streichquartett Nr. 9, welches aus 32 Variationen und einer Schlussfuge über das oben genannte Palindrom-Menuett Haydns besteht. Die in erweiterter Tonalität gehaltenen Variationen entfernen sich teilweise weit von der Gestalt des Themas, folgen ihm jedoch alle strukturell mit ihrem streng palindromischen Aufbau. Bereits 1948 hatte Simpson sich in einem Variationenwerk für Klavier mit dem Haydn-Thema auseinandergesetzt. Teile dieser Komposition flossen in das 9. Streichquartett ein. Auch Simpsons Streichquartett Nr. 1 und die Sinfonien Nr. 2 und Nr. 9 verwenden palindromische Strukturen.
Auch das Progressive Metal Album „The Beast Of Left And Right“ aus 2014 der amerikanischen Band Lazer/Wulf ist im gesamten als Palindrom konzipiert.